# Katta (artieste)
Katta of KATT, is de artiestennaam van Kateřina Chroboková (Havířov, 13 april 1977), en is een Tsjechische klavecinist, concertorganist, vocalist, arrangeur en componist. Zij geniet internationale bekendheid door haar optredens in en buiten Europa op festivals en concerten in kerken en andere gebouwen.

## Jeugd
Zij werd, evenals haar broer Jiří, geboren uit het huwelijk van neurochirurg Jiří Chroboková en toneelactrice Naděžda Tomicová. Reeds op haar vijfde gaf zij te kennen orgel te willen leren spelen, maar begon met spelen op de piano. Op latere leeftijd mocht zij lessen nemen in orgelspel. Rond haar veertiende had zij op het conservatorium veel last van concentratieproblemen, waardoor haar studie trager verliep dan zij gehoopt had. Bij de aanvang van haar studie op haar veertiende aan de JAMU (Janáčkova akademie múzických umění v Brně) in de richtingen klavecimbel en orgel, was zij niet meer dan een middelmatige leerling. Naar eigen zeggen excelleerde zij echter, nadat zij obsessief soms negen uur per dag ging oefenen en naar huis moest worden gestuurd, wanneer het sluitingstijd was van het conservatorium.

## Opleiding
- 1991 – 1997 – Janáček Conservatorium in Ostrava, hoofdvak orgel, bij Martina Zelová;
- 1997 – 2002 – orgelspel bij JAMU in Brno met Kamila Klugarova;
- 1999 – 2001 – master graad voor orgel aan het Utrechts Conservatorium bij organist Jan Raas;
- 2003 – studie bij organist Reitz Smits in Leuven;
- 2003 – 2008 – op het gebied van klavecimbelspel bij de muziekdramaturg Barbara Maria Willi.
- Zij volgde een studie in klavecimbel en algemene bas (basso continuo) bij Jesper Christensen aan de Schola Cantorum Basiliensis. (SCB) in Bazel.
- Zij nam deel aan een aantal internationale master orgel- en klavecimbelcursussen in Zwitserland, Verenigd Koninkrijk, Duitsland en Nederland met een aantal docenten en vertolkers: Jesper Christensen, Lars Ulrich Mortensen, Jean Guillou, Ludger Lohmann, Lorenzo Ghielmi, Jon Laukvik en anderen.

## Loopbaan
Tijdens haar parallelstudie in Nederland, begon Chroboková in 2011 haar project Organotronics! in Utrecht in samenwerking met diverse eveneens in Utrecht studerende internationale artiesten.
Ze begon haar internationale carrière toen zij het Oundle International Organ Festival in Engeland in 1999 won. Sindsdien heeft ze concerten gegeven in een aantal Europese landen en daarbuiten en trad op op festivals in onder meer Engeland, België, Tsjechië, Nederland, Litouwen, Luxemburg, Duitsland, Polen, Portugal en Mexico.
In januari 2007 werkte ze samen met de Belgische dirigent Jos van Immerseel met het ensemble Anima Eterna, met wie ze als soliste het Concerto voor klavecimbel en klein ensemble van Bohuslav Martinů uitvoerde op de festivals van Brussel en Brugge. Ze werkte ook samen met het Tsjechisch Radio Symfonie Orkest, hetMoravisch Filharmonisch Orkest in Olomouc en het Janáček Kamerorkest. Op het gebied van hedendaagse muziek trad ze op op verschillende festivals en nam ze deel aan vele projecten, onder meer met het ensemble Nieuw Trombone Collectief, en gaf ze de wereldpremière van verschillende hedendaagse composities. De Mexicaanse componist Juan Felipe Waller droeg aan haar de compositie Chemicangelo op, die in wereldpremière ging op het festival Voor de Wind in Utrecht. In maart 2007 bracht ze samen met klavecinist Barbara M. Willi en percussionist Tomáš Ondrůšek een aan haar opgedragen stuk voor twee klavecimbels en drums in première op de New Music Exhibition in Brno.
Zij trad op met orkesten, zoals het Zurich Chamber Orchestra, het Koninklijk Vlaams Filharmonisch Orkest en het Praags Symfonieorkest. Ook heeft zij haar composities in arrangementen voor orgel en orkest uitgevoerd. Behalve solo-optredens, werkte zij ook samen met violist Daniel Hope en organist Cameron Carpenter. Zij treedt ook op op festivals, zoals in 2022 op het Olavsfest in de Nidaros-kathedraal in Trondheim. Ook in Nederland heeft zij een aantal optredens gehad in het Orgelpark in Amsterdam.
In 2016 bracht zij het album Veni Sancte Spiritus uit, waarop zij haar eerste eigen composities presenteerde. Zij geeft concerten met orgel en zangstem. Bij het orgelspel gebruikt zij ongebruikelijke, vaak hoge registercombinaties en geluidseffecten, percussie, zoals bellen, en lichtspel. Daarbij kan zij het orgel synthesizer achtige geluiden laten produceren. Haar orgelcomposities zijn vaak herkenbaar aan de drone gedurende het spel. Daarbij doet het concept van compositie, orgelspel met zangstem denken aan composities van Anna von Hausswolff.

## Eigen orgel
Voor haar optredens buiten kerkgebouwen gebruikt zij haar op maat gemaakt witte 4-klaviers Hauptwerk-orgel, waarop zij behalve samples van registers van verschillende orgels, ook samples van diverse door haar zelf uitgezochte historische en zeldzame instrumenten uit verschillende landen en periodes, heeft laten inbrengen. Het orgel is gebouwd door een bedrijf in Brno en is bekostigd met de financiële steun van twee andere bedrijven.

## Zangstem
Bij de zang gebruikt zij behalve haar gewone alt- en sopraanzangstem ook haar kopstem, en maakt daarbij gebruik van een microfoon.

## Docent
Sinds 2004 doceert zij aan het Janáček Conservatorium in Ostrava. Daarnaast werd ze als docent uitgenodigd om mee te werken aan internationale cursussen voor organisten op het Oundle International Festival for Organists in Engeland en aan de University of Glasgow in Schotland.

## Debuut-CD
In oktober 2007 nam ze haar introductie-cd met werken van C.Ph.E. Bach op in België, die in het voorjaar van 2008 uitkwam.

Als klaveciniste werkte ze mee aan het album Savage Sinusoid uit 2017 van de Franse experimentele metal/breakcore-artiest Igorrr.

## KATT
In 2015 creëerde zij haar alter ego KATT, waarmee zij een heel eigen publiek aantrok. Zij speelt behalve in concertzalen en kerken ook in voormalige fabrieken en clubs.
Het eerste project van KATT was Inside the Apple, waarin zij haar composities zowel solo als in combinatie met elektronica, industriële geluiden, lichteffecten, video en zang bracht. De elektronische component werd verzorgd door de Fransen Igorrr en DaFake Panda.
 Het volgende project, waarbij zij het concept van KATT voortzette, was Vox Organi, waarmee zij een prijs op de Classic Prague Awards 2018 won.
Tijdens haar optredens brengt zij behalve haar eigen composities ook klassieke werken ten gehore, omdat zij de klassieke muziek niet verloren wil laten gaan. De teksten voor haar zang baseert zij op oude spirituele teksten in het Latijn en Oudslavisch.

## Privé
Zij is gehuwd met de Tsjechische componist en drummer en oprichter van het Praagse festival Strings of Autumn, Marek Vrabec. In 2018 beviel zij van een dochter.

## Trivia
Het liefst speelt zij, zelfs ’s winters, blootvoets, nadat zij bemerkte dat zij een beter contact had met het pedaal, dan met de speciale orgelschoenen, die de meeste organisten gebruiken.

## Albums
- Kateřina Chroboková - Van Peteghem Organ Haringe - Werken van C.Ph.E. Bach (1742) – 2008 (CD)
- Bach Messiaen Pårt Katt – Organ Works - 2016 (CD)
- Veni Spirite Sanctus – 2016 (CD)
- Vox Organi – 2023 (CD, LP 12")

## Externe websites
Officiële website